# Dover (ort i Kanada)
Dover är en ort i Kanada.   Den ligger i provinsen Newfoundland och Labrador, i den östra delen av landet, 1 700 km öster om huvudstaden Ottawa. Dover ligger 5 meter över havet och antalet invånare är 673.
Terrängen runt Dover är platt. Havet är nära Dover åt nordost. Trakten är glest befolkad. Närmaste större samhälle är Centreville-Wareham-Trinity, 13,0 km norr om Dover. 